# 沃川駅
沃川駅（オクチョンえき）は、大韓民国忠清北道沃川郡沃川邑にある、韓国鉄道公社（KORAIL）京釜線の駅。

## 駅構造
島式ホーム2面4線を有する地上駅。ホームと駅舎は跨線橋で結ばれている。
駅南側で、KTXが経由する京釜高速線（大田南連結線）が京釜線から分岐していたが、2015年8月1日の京釜高速線3期区間開業により、連結線は使用停止（事実上廃止）となっている。

### のりば
| 1・2 | 京釜線 | 金泉・東大邱・密陽・釜山方面 |
| 3・4 | 京釜線 | 大田・天安・水原・ソウル方面 |

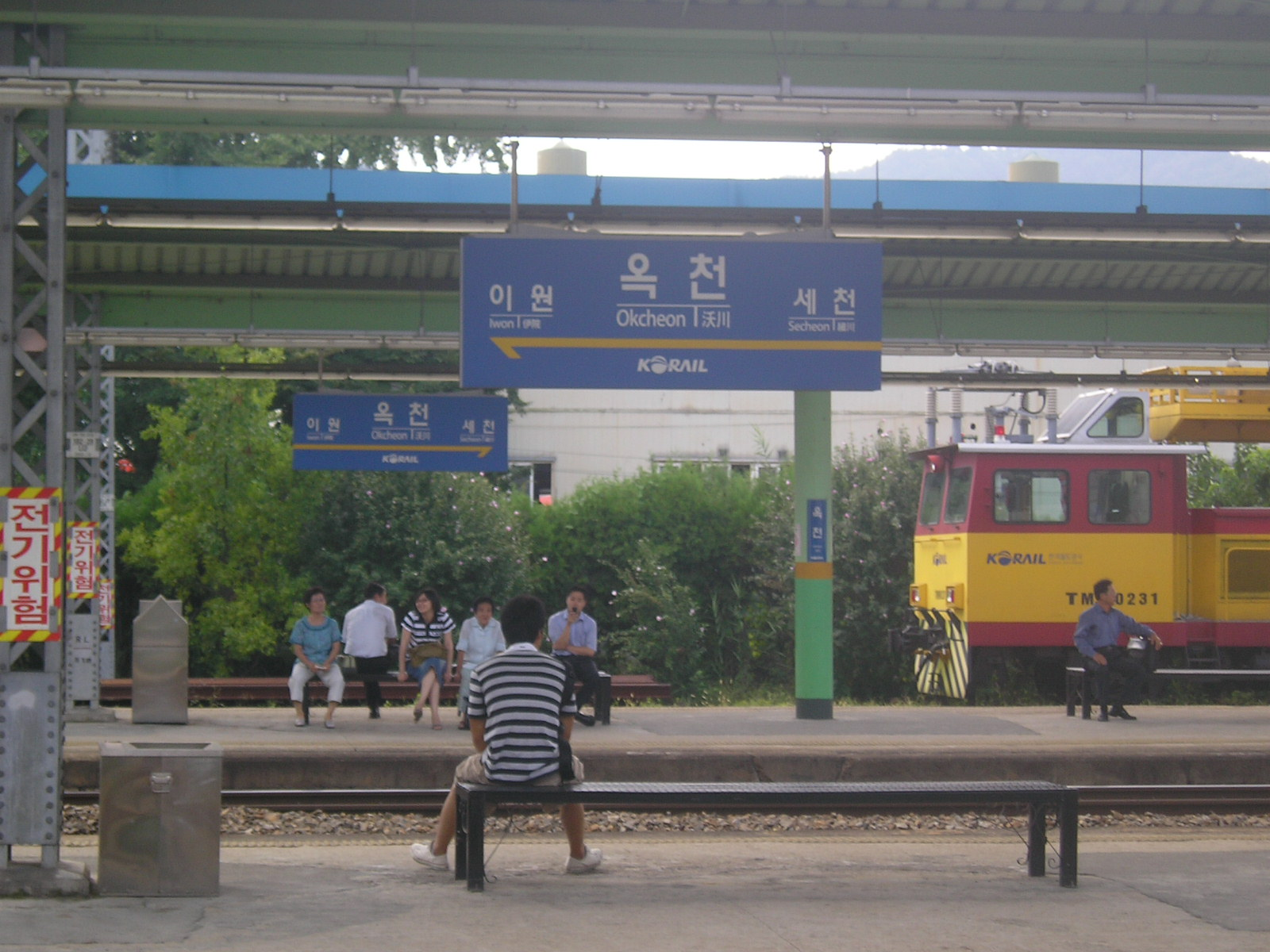
ホーム（2007年撮影）
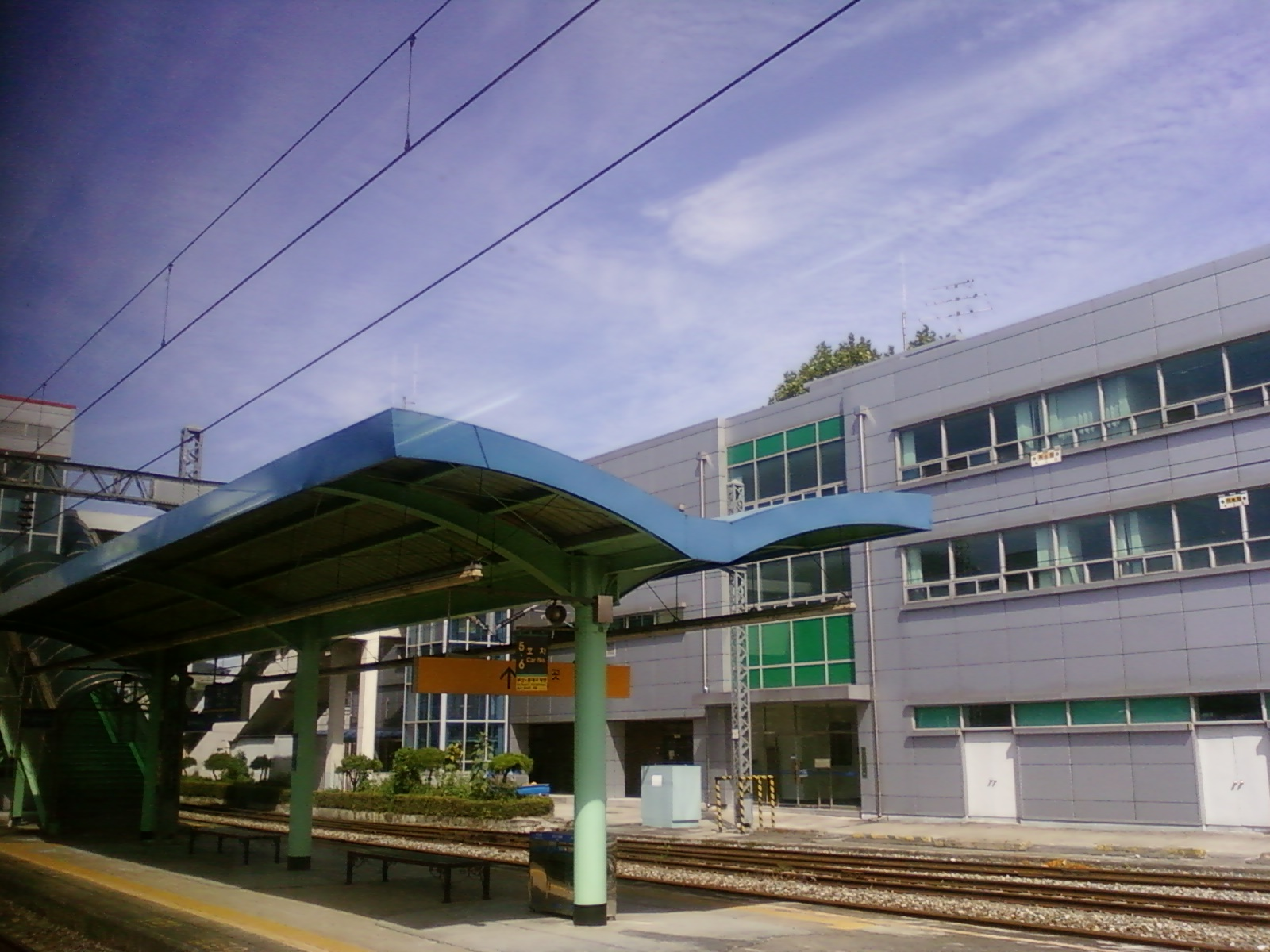
ホーム（2010年撮影）

## 利用状況
2010年度の1日平均乗車人員は459人、1日平均乗降人員は928人である。

## 駅周辺
- 忠北道立大学
- 沃川市場
- 沃川高等学校
- 沃川中学校
- 沃川女子中学校
- 三陽初等学校
- 沃川警察署
- KT 沃川支社
- 沃川バスターミナル

## 歴史
- 1905年1月1日 - 開業。
- 1950年6月30日 - 朝鮮戦争により駅舎焼失。
- 1956年12月26日 - 駅舎新築。
- 1996年1月1日 - コンテナヤード竣工。
- 1999年12月23日 - 駅舎新築。

## 隣の駅
韓国鉄道公社　
京釜線　
ITX-セマウル
通過
ムグンファ号
大田駅 -（細川駅）- 沃川駅 - 伊院駅
- 細川駅は全列車が通過する。